# Tomasz Żarnowski
Tomasz Żarnowski (ur. 1965) – polski okulista, profesor medycyny. W pracy klinicznej i badawczej specjalizuje się w diagnostyce i leczeniu jaskry oraz zaćmy.

## Życiorys
Dyplom lekarski zdobył w 1990 roku na Akademii Medycznej w Lublinie (obecnie Uniwersytet Medyczny) i na tej uczelni pozostał. Doktoryzował się w 1994 roku na podstawie pracy „Wpływ antagonistów pobudzających aminokwasów na ochronne działanie wybranych leków przeciwpadaczkowych w teście maksymalnego wstrząsu elektrycznego u myszy”. W 2000 roku na Kongresie Jaskry w Londynie Żarnowski wraz z Robertem Rejdakiem otrzymali pierwszą nagrodę za pracę na temat syntezy kwasu kynureninowego. Habilitację uzyskał na podstawie oceny dorobku i rozprawy „Kwas kynureninowy, endogenna substancja neuroprotekcyjna w fizjologii i patologii oka” w 2005 roku. Tytuł naukowy profesora nauk medycznych został mu nadany w 2012 roku. Odbył szereg staży w Wielkiej Brytanii (Norwich, Oxford) oraz w Niemczech (Erlangen, Tybinga).
Od 2008 roku pełni funkcję kierownika Katedry Okulistyki i Kliniki Diagnostyki i Mikrochirurgii Jaskry lubelskiego Uniwersytetu Medycznego. W styczniu 2013 roku zespół z kliniki kierowanej przez Żarnowskiego wykonał pierwszą w Polsce operację wszczepienia sztucznej tęczówki.
Członek Polskiego Towarzystwa Okulistycznego oraz zagranicznych towarzystw okulistycznych. Jest lubelskim konsultantem wojewódzkim w dziedzinie okulistyki.
Swoje prace publikował w czasopismach krajowych i zagranicznych, m.in. w „Nature Genetics”, „Clinical and Experimental Ophthalmology”, „Journal of Ophthalmology”, „Graefe's Archive for Clinical and Experimental Ophthalmology”, „Acta Ophthalmologica” oraz „Klinice Ocznej”. Członek rady naukowej wydawanego od marca 2014 roku kwartalnika naukowego „OphthaTherapy. Terapie w Okulistyce”.